# AND I LOVE YOU (DREAMS COME TRUEのアルバム)
『AND I LOVE YOU』（アンド・アイ・ラヴ・ユー）は、2007年12月12日にリリースされたDREAMS COME TRUEの14枚目のオリジナル・アルバム。発売元はユニバーサルミュージック内のレーベル・NAYUTAWAVE RECORDS / DCT records。

## 概要
- 前作『THE LOVE ROCKS』から約1年10か月ぶりのオリジナル・アルバム。当初は12月5日発売とされていたが、吉田美和の夫末田健の死去の影響もあって製作が一時滞り、1週間発売が遅延した。
- 初回限定盤と通常盤の2形態で発売、初回限定盤と通常盤ではジャケットが異なる。
- 初回限定盤はCD＋特典DVDがスペシャルボックスに入った豪華仕様。
- 2曲目の「ア・イ・シ・テ・ルのサイン 〜わたしたちの未来予想図〜」、12曲目の「もしも雪なら」は表示はないものの、シングルとは別バージョンとなっている。
- 収録時間は1時間を超えなかったものの59分に及び、オリジナルアルバムの収録時間が過去最長となっていたが、2014年にリリースされた『ATTACK25』が最長記録を更新している。
- このアルバムを携えてのツアーは行われていない。アルバムツアーを行わなかったのは『DELICIOUS』以来のことである。しかしながら、折に触れ本作収録曲がライブで披露されている。
- オリコンランキングでは2位となったが、78万枚以上を売り上げるヒット作となった。

## 収録曲

### CD
1. a little prayer
  - 作詞：吉田美和、作曲：中村正人・吉田美和、編曲：中村正人
  - 前アルバム『THE LOVE ROCKS』の収録曲｢何度でも｣の一部のフレーズとコーラスが使われている。
2. ア・イ・シ・テ・ルのサイン 〜わたしたちの未来予想図〜
  - 作詞・作曲：吉田美和、編曲：中村正人
  - 42ndシングル。
  - シングル収録のものより遅くフェードアウトする。
3. 大阪LOVER -ALBUM EDITION-
  - 作詞・作曲：吉田美和、編曲：中村正人
  - 40thシングル。
  - 歌詞にシングルには掲載されなかったフレーズが掲載されている。曲が終わるとアカペラの「大阪LOVER」が流れる。
4. アピール
  - 作詞・作曲：吉田美和、編曲：中村正人
  - 曲の最後にセリフが入る。
5. サヨナラ59ers!（フィフティーナイナーズ） -ALBUM VERSION-
  - 作詞：吉田美和、作曲：中村正人・吉田美和、編曲：中村正人
  - 41stシングル「きみにしか聞こえない」のカップリング。
  - シングルバージョンとはイントロの部分が異なる。
6. CARNAVAL　〜すべての戦う人たちへ〜
  - 作詞：吉田美和、作曲・編曲：中村正人
  - 後に43rdシングル「またね featuring ルフィ、ナミ、ゾロ、ウソップ、サンジ、チョッパー、ロビン、フランキー、ヒルルク、くれは」のカップリング曲としてシングルカットされる。
7. NOCTURNE 001
  - 作詞：吉田美和、作曲：中村正人・吉田美和、編曲：中村正人
  - アサヒビール＆カゴメ共同開発商品［アサヒ　トマーテ］CMソング。CMで流れている物とはアレンジが多少違う。
8. きみにしか聞こえない
  - 作詞：吉田美和、作曲：中村正人・吉田美和、編曲：中村正人
  - 41stシングル。
  - アルバム中シングル曲がアレンジされずそのまま収録されたのはこの曲だけ。
9. 今日だけは -ALBUM VERSION-
  - 作詞：吉田美和、作曲：中村正人・吉田美和、編曲：中村正人
  - 39thシングル。
  - シングルではフェードアウトだったがカットアウトにアレンジされている。PVにはアルバムバージョンが使われている。
10. UNPRETTY DAY!
  - 作詞：吉田美和、作曲・編曲：中村正人
  - この曲を手掛けた中村は、前作のアルバムに収録したかったが、吉田の意向により収録されず、本作に収録されることとなった。
11. またね -ALBUM VERSION-
  - 作詞：吉田美和、作曲：中村正人・吉田美和、編曲：中村正人
  - 2008年2月27日に43rdシングルとしてシングルカットされて発売。また、2015年7月7日に発売されたオールタイム・ベストアルバム『DREAMS COME TRUE THE BEST! 私のドリカム』には、こちらのバージョンで収録されている。
  - リカットされたものは、アニメ映画『ONE PIECE エピソードオブチョッパープラス 冬に咲く、奇跡の桜』主題歌として起用。
12. もしも雪なら
  - 作詞：吉田美和、作曲・編曲：中村正人
  - 39thシングル。
  - シングル収録のものより遅くフェードアウトする。
13. AND I LOVE YOU
  - 作詞・作曲：吉田美和、編曲：中村正人
  - タイトル曲。長さが2分弱という短い楽曲（本作では「a little prayer」に次いで短い）。
  - 亡くなった末田健のために吉田が自ら作詞作曲を手がけた。
  - ストリーミング版「AND I LOVE YOU (DIGITAL EDITION)」には収録されていない。DREAMS COME TRUEの曲で配信されていないのは、本曲と「ETERNITY」、「愛しのライリー」の三曲のみ。[注釈 1]

### DVD
初回限定盤のみ付属。
- DCT-TV Special MUSIC CLIPS
  - MUSIC VIDEO

  1. もしも雪なら
  2. 今日だけは
長澤まさみ・浅見れいな・市毛良枝・佐藤寿人、勇人兄弟・前田愛、亜季姉妹らが出演
  3. 大阪LOVER
  4. きみにしか聞こえない -ANOTHER DAY VERSION-
成海璃子・小出恵介らが出演。
  5. ア・イ・シ・テ・ルのサイン ～わたしたちの未来予想図～
松下奈緒・竹財輝之助・谷村美月・美保純・杉崎美香らが出演。
テーマは「あなたなりのア・イ・シ・テ・ルのサイン」

  - 各曲のメイキング映像
- おまけ映像
  - 中村正人のドリブログムービー
  - DVD「史上最強の移動遊園地 DREAMS COME TRUE WONDERLAND 2007」予告映像

## 演奏
- 吉田美和
  - Vocal & Vocal Arrangement
  - Backing Vocals & Backing Vocal Arrangement (#1-12)
  - Hand Claps (#5)
  - Samba Whistle (#6)

- 中村正人
  - Electric Bass (#1.2.4.5.6.7.9.10.11.12)
  - Backing Vocal (#1.5.6.8.10.11.12)
  - All Instruments Performance by MIDI System (#1.3-12)
  - Strings Performance by MIDI System (#2.13)
  - Wind Chime (#2)
  - Synth. Bass (#3.7)
  - Hand Claps (#7)
  - Acoustic Bass (#8)
  - Cymbal (#11)
- 武藤良明
  - Electric Guitar (#1.3.5.6.8-12)
  - Acoustic Guitar (#2.4.7.8.9.13)
- 大谷幸
  - Rhodes Piano (#1.7)
  - Acoustic Piano (#2.4.8.9.13)
  - Synthesizer Solo (#7)
  - Harpsichord (#8)
  - Electric Piano (#9)
- 松本幸弘
  - Hi-Hat (#1.7.9)
  - Drums (#2.4.6.8.11)
  - Drum Fill Sample, Hand Clap (#7)
  - Cymbal (#8.9)
- デイヴィッド・T・ウォーカー
  - Electric Guitar (#1.2)
  - Voice (#1)
- Greg Adams：Trumpet, Brass Arrangement (#1.2.10)
- Barry Danielian：Trumpet (#1.2.10)
- Dave Mann：Tenor & Baritone Sax (#1.2.10)
- Ozzie Melendez：Tenor Trombone (#1.2.10)
- 今剛：Electric Guitar (#2)
- 大儀見元
  - Percussion (#5.6)
  - Hand Clap (#5)
  - Voice (#6)
- アル・ディ・メオラ：Acoustic Guitar Solo (#5)
- 佐々木史郎：Trumpet (#6.11)
- 中野勇介
  - Trumpet (#6.11)
  - Piccolo Trumpet (#11)
- 吉田治
  - Tenor Sax (#6.11)
  - Piccolo Flute (#11)
- 本間将人：Alto Sax (#6.11)
- 五十嵐誠：Trombone, Additional Brass Arrangement (#6.11)
- Marcellus, CHIWA, A-rimi, coco 鮎美, RAH-D, Alice Keita, Kefurah, ZAK BOND, Svetlana Grigorieva Alla：Backing Voice (#6)
- Marcellus D.Nealy：Backing Vocal (#10)
- 杉並児童合唱団：Backing Vocal (#11)

## タイアップ
| ア・イ・シ・テ・ルのサイン 〜わたしたちの未来予想図〜 | 映画『未来予想図 〜ア・イ・シ・テ・ルのサイン〜』主題歌                              |
| ア・イ・シ・テ・ルのサイン 〜わたしたちの未来予想図〜 | 花王 AUBE CMソング                                                                   |
| 大阪LOVER                                             | ユニバーサル・スタジオ・ジャパン「ハリウッド・ドリーム・ザ・ライド」タイアップソング |
| サヨナラ59ers!                                        | 花王 AUBE CMソング                                                                   |
| CARNAVAL〜すべての戦う人たちへ〜                      | 2010年 ゆめ半島千葉国体・ゆめ半島千葉大会 イメージソング                             |
| NOCTURNE 001                                          | アサヒビール＆カゴメ共同開発商品［アサヒ トマーテ］CMソング                          |
| きみにしか聞こえない                                  | 映画『きみにしか聞こえない』主題歌                                                   |
| 今日だけは                                            | ロッテ ガーナミルクチョコレート CMソング                                             |
| またね                                                | 映画『ONE PIECE エピソードオブチョッパー プラス 冬に咲く、奇跡の桜』主題歌           |